# Caprice Dydasco
Caprice Kaʻanohikula Dydasco (* 19. August 1993 in Honolulu) ist eine US-amerikanische Fußballspielerin, die seit der Saison 2019 beim Sky Blue FC in der National Women’s Soccer League unter Vertrag steht.

## Karriere

### Verein
Während ihres Studiums an der University of California, Los Angeles spielte Dydasco von 2011 bis 2014 für die dortige Universitätsmannschaft der UCLA Bruins und lief parallel dazu 2013 bei der W-League-Franchise Pali Blues und im Folgejahr bei deren Nachfolger Los Angeles Blues auf. Mit beiden Mannschaften konnte sie jeweils das Finalspiel der W-League für sich entscheiden. Anfang 2015 wurde Dydasco beim College-Draft der NWSL in der dritten Runde an Position 19 von den Spirit verpflichtet. Ihr Ligadebüt gab sie am 2. Mai 2015 gegen den Seattle Reign FC.

### Nationalmannschaft
Dydasco debütierte 2012 in der U-20-Nationalmannschaft der Vereinigten Staaten. 2014 und 2015 nahm sie mit der US-amerikanischen U-23-Nationalmannschaft am Sechs-Nationen-Turnier in La Manga teil. Im März 2016 war Dydasco Teil der U-23-Nationalmannschaft beim jährlichen Istrien-Cup.

## Erfolge
- 2013: Gewinn der W-League-Meisterschaft (Pali Blues)
- 2014: Gewinn der W-League-Meisterschaft (Los Angeles Blues)